# Chaetonotus simrothi
Chaetonotus simrothi is een buikharige uit de familie Chaetonotidae. De wetenschappelijke naam van de soort werd in 1909 voor het eerst geldig gepubliceerd door Voigt. De soort wordt in het ondergeslacht Captochaetus geplaatst.